# Rickenbacker (instrumentenmaker)

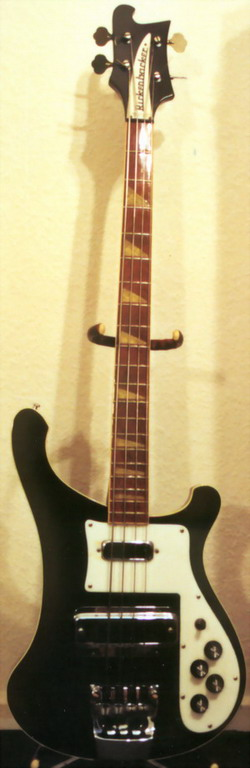
Rickenbacker Basgitaar

Rickenbacker is een van de oudste gitaarbouwers. Het bedrijf is gevestigd in Santa Ana (Californië). De semi-akoestische gitaren uit de 300-serie werden beroemd door The Beatles in de jaren zestig van de 20e eeuw. Hun basgitaren maakten hun opmars in de rockmuziek uit de jaren zeventig.

## Geschiedenis
Het bedrijf Rickenbacker werd oorspronkelijk opgericht onder de naam Electro String Instrument Corporation door Adolph Rickenbacher en George Beauchamp in 1931. Zij wilden met hun bedrijf "Hawaïaanse" gitaren gaan verkopen die waren ontworpen door Beauchamp. 
Rickenbacher veranderde zijn naam in 'Rickenbacker' om de indertijd negatieve Duitse klank te voorkomen. Hij specialiseerde zich in  steelgitaren tot in de jaren 50. Na de komst van de rock-'n-roll legde het bedrijf zich toe op de productie van standaardgitaren, zowel akoestisch als elektrisch.
In 1956 introduceerde Rickenbacker de 'hals-door-bodyconstructie', die later een standaardeigenschap werd van alle producten van het bedrijf. De eerste instrumenten waarin deze constructie werd toegepast, waren de Combo 400-gitaar en de 4000-basgitaar.
In 1959 introduceerde Rickenbacker zijn Capri-serie, later de bekende 300-serie. In 1960 kocht de toen nog onbekende John Lennon in Hamburg een 325/6 Capri, die hij de eerste jaren bij de Beatles zou behouden. In 1963 kocht George Harrison een 425, maar hij prefereerde zijn Gretsch Country Gent.
In 1964 ontwikkelde Rickenbacker de elektrische twaalfsnarige gitaar met een uitzonderlijke constructie. Het tweede model 360/12 werd als een gift aan George Harrison gegeven. Dit was het instrument dat een sleutelrol speelde in het geluid van A Hard Day's Night. George bleef dit instrument de rest van zijn leven gebruiken. Ook Mike Pender van The Searchers, een andere destijds wereldberoemde band uit Liverpool, bespeelde die gitaar. De gitaarsound van The Searchers was zelfs grotendeels gebaseerd op de 'jangle' van de twelve string Rickenbacker. Deze sound was mede een inspratiebron voor het geluid van The Byrds.

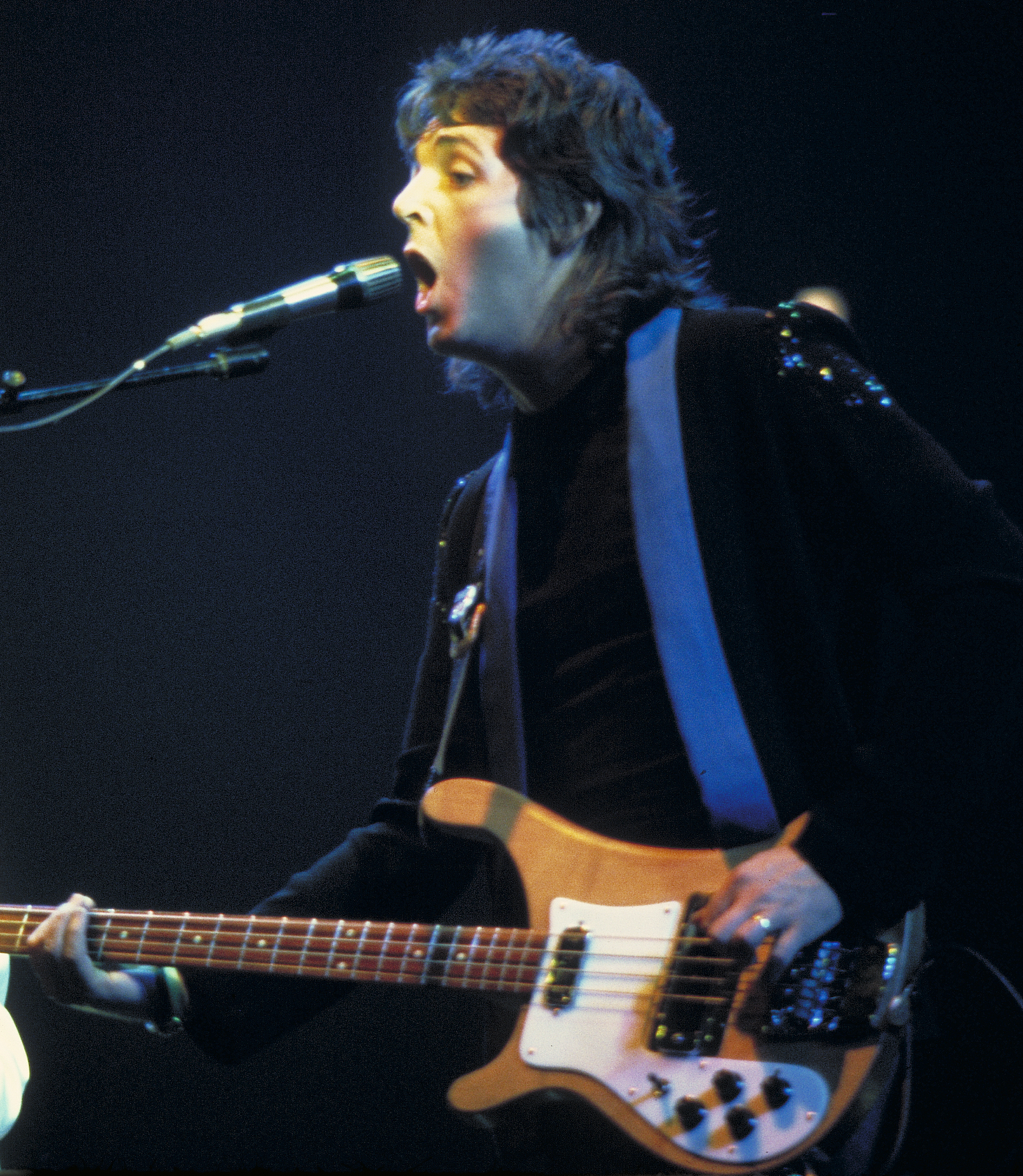
McCartney op het podium in 1976 met een Rickenbacker

In 1965 kreeg Paul McCartney een speciaal voor hem gebouwde linkshandige Rickenbacker 4001S (basgitaar) die vanaf dat moment zijn weg naar veel Beatles-opnames en tv-optredens vond. Bijzonder aan die bas is dat er een standaard rechtshandige hals voor was gebruikt. De kop is dus in spiegelbeeld ten opzichte van latere linkshandige 4001-bassen. Ook in zijn Wings-periode bespeelde hij regelmatig die Rickenbackerbas die inmiddels van de fireglo laklaag was ontdaan en een blanke laklaag had gekregen. De Rickenbacker 4001 werd naast de Fender Precision Bass en de Fender Jazz Bass een facto-standaard in de muziekindustrie. De versies met de krachtiger highgain-elementen die in de jaren 1970 werden geïntroduceerd werden dankzij hun karakteristieke punchy geluid geliefd voor hardrock en vroege heavy metal. De gitaren van Rickenbacker zijn met hun transparante heldere klank die vaak als Jangle wordt omschreven (naar de Byrds-uitvoering van  Mr. Tambourine Man) vooral geliefd voor country, americana, britpop en alternatieve rock.

## Gebruikers
Vele andere gitaristen uit de jaren zestig kozen voor Rickenbackers, zoals Roger McGuinn van The Byrds, Pete Townshend van The Who en John Fogerty van Creedence Clearwater Revival. In de jaren zeventig werd de populariteit wat minder, maar de basgitaren van het merk bleven een populair instrument. John Deacon van Queen gebruikte ook vaak een Rickenbacker tijdens studio-opnamen. Tijdens concerten gaf Deacon de voorkeur aan zijn Fender Precision Bass. Ook Chris Squire, de bassist van Yes, was een bekende bespeler van deze bas. Er is zelfs een naar hem genoemde uitvoering van het instrument, in dezelfde kleur als waarin Chris zijn eigen bas liet spuiten. Paul McCartney stapte in de latere tijd van The Beatles over van de Höfnerbas naar een Rickenbacker. Ook Jimi Hendrix had drie Rickenbackers: een bas, een zessnarige en een twaalfsnarige gitaar.
Latere Rickenbacker-gitaristen zijn onder meer Tom Petty, Paul Weller, Peter Buck (R.E.M.), Chris Wolstenholme (Muse), Johnny Marr (The Smiths), Lloyd Cole, Dave Gregory, Lemmy Kilmister (Motörhead - basgitaar), Cliff Burton (Metallica - basgitaar), Jack Lawrence (The Raconteurs), Guy Picciotto       (Fugazi), Chris Urbanowicz (Editors), Geddy Lee (Rush - in de beginperiode), Marty Willson-Piper (The Church) en Susanna Hoffs, zangeres en gitarist van The Bangles. Laatstgenoemde heeft eveneens een eigen Rickenbacker op haar naam staan, de 350SH.